# Linda Hazzard
Linda Burfield Hazzard (1867, condado de Carver - 1938) fue una curandera, osteópata, estafadora y asesina serial estadounidense.
Nació en Carver County (estado de Minesota). En 1908 publicó un libro, Fasting for the cure of disease (El ayuno para la curación de la enfermedad), en el que proponía el ayuno como curación para todas las dolencias.
Estableció una clínica en Olalla (estado de Washington), con el nombre de Wilderness Heights (colinas del bosque), aunque los residentes locales la llamaban Starvation Heights (colinas del hambre). Los pacientes ingresaban para someterse a ayuno durante días, semanas o meses, con una dieta exclusiva de sopa de tomate y espárragos (en pequeña cantidad). Por lo menos 15 personas murieron bajo su cuidado al intentar seguir su estricto ayuno.
En 1913 fue condenada por homicidio por la muerte de Claire Williamson, una rica heredera británica de 33 años, muerta de inanición tras tres meses de tratamiento, con un peso de menos de 23 kilos. La hermana de Williamson, Dorothea, también estaba internada en la clínica, y solo se salvó porque un pariente se la llevó de allí. Estaba demasiado débil para hacerlo por sus propios medios, ya que también pesaba menos de 35 kilos. Durante el juicio se demostró que Hazzard había manipulado el testamento de su víctima para quedarse con su dinero, y Dorothea testificó en contra de Hazzard. Fue sentenciada a entre 2 y 20 años en prisión. Fue encarcelada en la penitenciaría estatal de Washington, en Walla Walla. El 26 de diciembre de 1915, fue liberada tras solo dos años de prisión. En 1916, el gobernador Ernest Lister le dio el perdón completo. Ella y su esposo, Samuel Christman Hazzard, se mudaron a Nueva Zelanda, donde ella practicó como dietista y osteópata hasta 1920.
En 1920, retornó a Olalla (Washington) y abrió un nuevo sanatorio, esta vez conocido como «escuela de salud», ya que su licencia como médica le había sido revocada. En 1927 publicó otro libro. Siguió supervisando ayunos hasta que el sanatorio se incendió en 1935 y no se volvió a reconstruir.
Hubo más muertes pero no se la volvió a juzgar. Al final de su vida enfermó de neumonía, en lugar de tomar un tratamiento adecuado, usó la misma medicina que hizo morir a sus víctimas, el ayuno. Después de 27 días tomando solo dos vasos al día de sopa de tomate aguada, con el agravante de su enfermedad, la doctora Hazzard murió.
En la actualidad hay personas y sitios web que recomiendan sus métodos y su libro.